# Somers Town
Somers Town es un distrito en el centro de Londres, dentro del municipio de Camden. Se ha visto muy influido por tres estaciones término del ferrocarril del norte de Londres: Euston (1838), St. Pancras (1868) y Kings Cross (1852), junto con el depósito de mercancías (1887) de la Midland Railway, junto a St Pancras, donde se alza actualmente la Biblioteca Británica.
Recibió su nombre por la familia Somers, antigua dueña de la tierra. Esta zona se encuentra al sur de Camden Town. Históricamente, la localidad conocida como Somers Town era toda la parte triangular ubicada entre Hampstead, Pancras, y Euston Roads. La Somers Town moderna se conoce generalmente como el área que se encuentra entre Euston Road, Eversholt Street, Crowndale Road, Pancras Road y la cercanía de la estación St. Pancras.

## Historia
Somers Town solía tener un número de hospitales, incluyendo el Elizabeth Garret Anderson, National Temperance y el Hospital St. Pancras (antiguamente conocido como St. Pancras Workhouse). Sin embargo, todo cerró durante la década de 1980. El imponente edificio de ladrillos rojos ubicado al norte de los jardines St. Pancras que solía ser el hospital ha sido utilizado, recientemente, como hogar de las enfermeras del Hospital UCL no residentes, y actualmente es el cuartel general del Sector de Cuidados Primarios. También da alojamiento a las enfermeras, al coronel de St. Pancras y funciona como una pequeña sala de primeros auxilios. La antigua iglesia de St. Pancras es adyacente a 'la workhouse' y es una de las iglesias más antiguas de Londres. Dentro del cementerio se hallan varios memoriales de dignatarios pertenecientes a la era Victoriana.
En 1784, se construyó la primera vivienda en el "Polígono", actualmente el sitio en el que se encuentra el edificio de apartamentos llamado "Oakshot Court". El desarrollo de la tierra no fue totalmente exitoso y la tierra fue vendida en lotes pequeños, los cuales atrajeron a las personas que escapaban de la Revolución francesa hasta que la población se manifestó en su contra. La escritora feminista Mary Wollstonecraft vivió en este lugar. Después fue el lugar de residencia de otros emigrados, en este caso liberales españoles, como Valentín de Llanos Gutiérrez o Juan de Dios Álvarez Mendizábal, que tuvieron que evitar la represión absolutista de Fernando VII en 1814 y en 23, hasta que el monarca falleció en 1833 y pudieron volver. Los ingleses, viéndolos pasear, tomaron la palabra española liberal en su lengua.
El mejoramiento de las condiciones de los hogares ubicados en los suburbios fue llevado a cabo por primera vez por el Consulado de St. Pancras en 1906, y por la Sociedad del Mejoramiento de Residencias de St. Pancras, el cual fue establecido por un párroco, el padre Basil Jellicoe en 1924. La Sociedad Sidney Street Estate incorporó paneles de esculturas de Doultonware diseñados por Gilbert Bayes, y el Drummond Estate colocó diseños creados por el mismo artista (actualmente han sido reemplazados por réplicas). Las construcciones más recientes fueron realizadas por el Consulado de Londres, el cual comenzó con las mejoras en 1927. Hoy en día es posible ver una pequeña cantidad de las casas originales.
La escuela Sir William Collins, establecida en la década de 1890 y luego renombrada Escuela South Camden Community, es la escuela secundaria principal del área. Un gran centro de deportes, creado por la comunidad, fue construido en parte en el jardín de la escuela. El edificio fue financiado con donaciones de caridad, que fueron manejadas por la escuela y la Universidad London Union, ubicada al sur de Euston Road. Es utilizado el 17% de las horas disponibles por los equipos de la UCLU para entrenar y también para partidos de los estudiantes de la institución. Como parte de los planes para expandir la escuela, es probable que el centro de deportes se fusione con el campus.
Además de la gran escuela secundaria, hay tres escuelas primarias en la ciudad, Edith Neville (estatal), St. Aloysious (católica) y St. Mary y St. Pancras (subvencionados por la Iglesia de Inglaterra). La última ha sido reconstruida, debajo de cuatro pisos de la Universidad de Londres.

## Actualidad
El Mercado de Somers Town es abierto a la calle, y se encuentra en Chalton Street, cada viernes. Un festival se lleva a cabo cada año en julio en el sitio del mercado.
Las principales construcciones, ubicadas al este de Somers Town, fueron completadas en 2008, con un desarrollo de mejoramiento en St. Pancras.
Una parte del área de Brill Place que fue abandonado luego de la reestructuración de la British Library fue vuelta a desarrollarse, convirtiéndose en oficinas y en un túnel.
En 2008, Somers Town se convirtió en el centro de la película homónima, realizada por el director británico Shane Meadows y por Eurostar. La filmación se llevó a cabo en Phoenix Court, un pequeño consulado de Purchese Street.

## Residentes famosos
- Joe Cole, futbolista inglés
- El cardenal Francis Aidan Gasquet nació en Somers Town el 5 de octubre de 1846
- Jimmy McDonald, boxeador, vivió en Somers Town.
- Fred Titmus nació en Somers Town.
- Mary Wollstonecraft Godwin (Mary Shelley), escritora de Frankenstein, nacida en 29 Polygon Square, Somers Town, en 1797.
- Charles Dickens vivió en Polygon y cerca de Bayham Street en Camden Town.
- Guy-Toussaint-Julien Carron, sacerdote francés que luchó en la Revolución francesa y estableció la capilla de St. Aloysius y otras instituciones de la ciudad.
- John Addison, profesor de música de Cambridge, vivió en Camden Cottages hasta su muerte en 1844. (No confundir con el compositor John Addison)
- Arthur Rimbaud
- Antonio Puigblanch (1775-1840). Autor de The Inquisition Unmasked, Londres, 1816.

## Transportes y localidades
Áreas cercanas
- Camden Town al norte
- Euston al oeste
- King's Cross al este
- St. Pancras al sureste
- Bloomsbury al sur

Estaciones de ferrocarril cercanas
- King's Cross
- St. Pancras
- Euston